# NBA工资帽
NBA工资帽（英語：NBA Salary Cap）是每支NBA球队每个赛季可以用来支付球员的工资总和。虽然在概念上它看似简单，但是实际上却相当复杂，包含了许多复杂或不太知名的条款，令球隊總工資實際上可以超出工资帽。因此NBA的工资帽其實是一個「軟性」的工资帽，而非國家美式足球聯盟（NFL）的「硬性」工资帽。工资限制總額每年都會以往年NBA整體的情況作出調整。工资帽的原意是防止大球團用金錢買盡一流的球員，令小球團陷入無法競爭的環境。2016-2017球季的工资帽為9,414萬美元。

## 历史
NBA在1940年代中期曾推出工资帽，但在一個球季後取消。為了給所有球會一個較公平的競爭環境，工资帽於1984-1985球季以現在的形式重新推出，每隊上限為360萬美元。在沒有工资帽的年代，球隊可花無限的金錢去付球員工資。
2005年的集體談判協議(CBA)中，薪資上限為籃球相關收入(basketball-related income，簡稱BRI)的57%，生效6年。在2011年的CBA中，薪資上限則是BRI的51%，接下來的幾年上限都在49%至51%之間。
為了確保球員可以獲得BRI中應得的份額，每年球隊必須使用至少90%的薪資上限(俗稱窮人稅線)，否則就要繳窮人稅，稅金將交給該隊球員。
| NBA薪資上限(美元) | NBA薪資上限(以2016年5月通脹率計算) |

## 软性工资帽和硬性工资帽
跟國家美式足球聯盟（NFL）或國家冰球聯盟（NHL）不同，NBA的工资帽是「軟性」的，即條例下有一些特殊條款可令球隊在超過工资帽的情況下簽下球員。最初的特殊條款是讓球隊可以用較高工資跟自己的球員續約，令球迷可以繼續支持他們已熟悉的球員，從而間接保障培育球員的母會。相反，NFL和NHL的工资帽是「硬性」的，它們都沒有太多的特例可令球會總工資超過工资帽。

## 集體談判協議（Collective Bargaining Agreement）
集體談判協議（Collective Bargaining Agreement）是指由資方（NBA總裁及三十位球會老闆）及勞方（NBA球員工會）所簽訂的協議，確立勞資雙方的各種權益，包括針對球員合約、球員交易、聯盟收入分配、選秀會及工资帽等的規定。1998-1999賽季就曾因勞資談判失敗，無法簽訂協議而未能如期開始；最終該球季被壓縮至每隊只有五十場賽事。
最新的集體談判協議於2011年签订。这次谈判仍未如期达成，导致NBA再次停摆，2011-12赛季推迟到12月份才开始。最終該球季被壓縮至每隊只有六十六場賽事。

## 集體談判協議下的頂額個人合約
球員可簽下的頂額合約價值須視乎該球員在聯盟效力的時間及該年的工资帽。根據最新的集體談判協議，在聯盟已打球六年或更短的球員，其頂額合約為900萬美元或工资帽的25%（以較高者為準，下同）。已在聯盟打球七至九年的，頂額合約為1,100萬美元或工资帽的30%；十年以上的資深球員，頂額合約為1,400萬美元或工资帽的35%。但有一个特殊情况是球员可以以上一年工资的105%签下下一份合同，即使这份合同超过上述顶薪。

### 德里克·罗斯条款
如果一个在联盟打球六年以下的球员入选过2次全明星，或者2次最佳阵容（第一，第二，第三皆可），或者当选过一次常规赛MVP，那么他就可以签下一份5年，起薪为工资帽30%的球员合同（高于一般球员的25%）。这个条款被称为德雷克·罗斯条款是因为他是第一位满足条件（2010-11赛季获得MVP）并签下这样一份合同的球员。目前在该条款下签署5年30%合约的人一共有四位：德雷克·罗斯，凱文·杜蘭特，保罗·乔治和布莱克·格里芬。

## 特殊條款

### 中产阶级条款
中产阶级条款（英語：Mid-Level exception）是一个关于NBA对球队工资规定的一个特例。这个条款允许球队以每年的联盟平均工资的薪金签下自由球员，即使球队的工资总额已经超过工资帽，或者当签下这名球员后工资总额将会超过工资帽。这个条款可以用于单独的球员，也可以分拆用于几个球员。
2011年以前，中产阶级条款的金额为联盟的平均工资，合同最长为4年。例如，2008-09赛季的联盟平均工资为558.5万美元，于是联盟规定2009-10赛季的中产阶级条款为585.4万美元。
在最新的2011年的劳资协议下，在2012-13赛季，超过工资帽但是不超过奢侈税线的球队的中产阶级条款为500万，合同最长可以签署4年，超过奢侈税线的球队为3年300万，尚未超过工资帽（但是签署后会超过工资帽）的球队为2年250万。这个金额每年增加3%。在2015-16赛季，中产阶级条款的金额分别为545万，327万和272.5万。
作为该条款的一个例子，2007年夏天，多伦多猛龙队以4年2400万美元的中产阶级条款签下了贾森·卡波诺。

### 双年條款（百萬條款）
该条款又被称作“百万条款”，因为在1998-99赛季这个特例起薪刚好是100万美元。双年特例因为每两年使用一次，而被冠名为“双年特例”，和中产特例一样，它的起薪也是被固定的，并且可以拆开签约多名球员。双年条款最长为2年合同。2011年最新的劳资协议规定双年条款起薪为167.2万美元，这个金额每年增加8%。
作为该条款的一个例子，2003-04赛季，洛杉矶湖人队就用该条款签下卡尔·马龙。

### 新秀條款
即使超过工资帽，球队也可以用新秀合同签下当年选中的新秀。在最新的劳资协议规定下，新秀合同是一个2+2合同，后两年为球队选项。新秀顺位越高，合同金额越大。

### 雙向合約
這是在2017年新版的CBA中有關在NBA G聯盟（前身為發展聯盟）與NBA球隊確立了明確關係之後的制度。在2017年的CBA之前，所有發展聯盟球員都是直接與NBA隊伍簽約，而任何NBA球隊也可以簽下他們所想要的發展聯盟球員，無論這些球員的隊伍是不是NBA球隊的附屬。現在，每支NBA球隊都可以與兩名球員簽訂雙向合約，這讓他們可以把球員下放至G聯賽而不會有被其他NBA球隊“挖走”的風險。雙向合約的球員一般而言可以獲得比聯盟中其他G聯賽球員高得多的薪水。雙向合同的薪水並不計算在薪資上限中。而NBA的球隊可以隨時把雙向合約轉為正式合約，合約為底薪合約，薪資自轉正的那一天開始按照賽季比例支付。轉換後的合約同樣不計入薪資上限。

#### Exhibit 10條款
是指球员被某支NBA球队裁掉后，如果签约该球队下属的发展联盟球队并待满60天，可获得5000到50000美元。这期间，该球员的所有权属于发展联盟球队，但在常规赛正式开打前，NBA球队有权将这份合同转化为双向合同。

### 拉里伯德条款（大鳥條款）（老将条款）
主條目：拉里·伯德條款

### 早鳥条款
這個條款和大鳥條款很類似，差別在於早鳥條款的限制縮短到二年內未進入自由球員市場及被揮棄即可。早鳥條款和大鳥條款的差別在於，運用大鳥條款所簽的合約起薪較高，而且長度可以到六年，而早鳥條款則被限定在2-5年（不可少於2年，也不能超過5年）。

### 交易特例
（Traded Player Exception）或譯為交易例外條款

### 底薪特例
（Minimum Salary Exception）

### 傷兵條款
（Disabled Player Exception）

### 洗心革面條款
（Reinstatement）當有球員因違反禁藥規定遭聯盟禁賽，等到禁賽期間屆滿，或聯盟撤銷該球員的禁賽令時，本條款允許該球員被禁賽前所屬之球隊，縱使超過薪資上限，仍可以其被禁賽前之薪資，重新將其簽回。球隊引用本條款簽回球員時，給出的合約年限最長可達五年，薪資最大漲幅可達8%。

## 自由球员

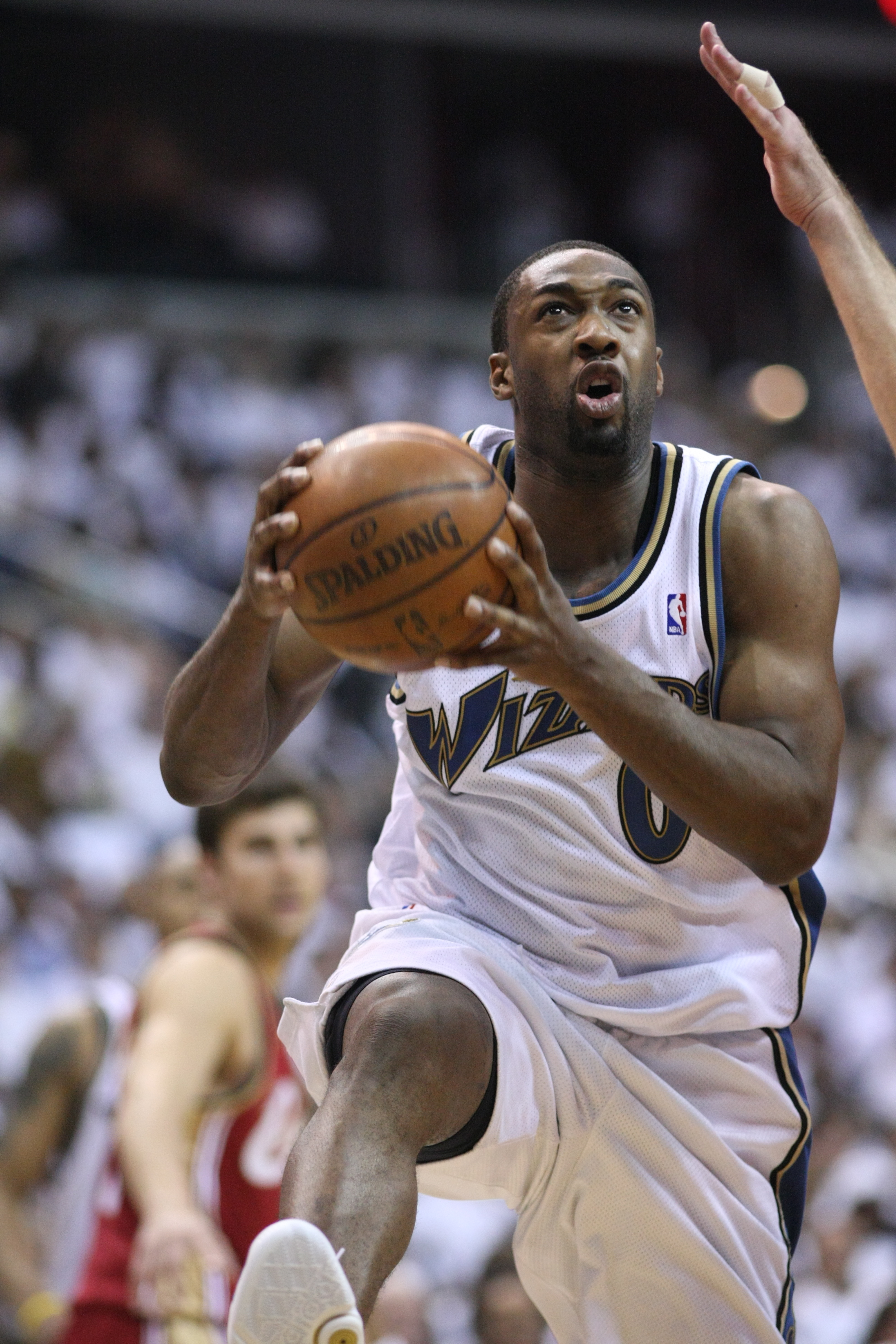
吉尔伯特·阿里纳斯在2003年新秀合約到期時，為了更大張的合約離開母隊金州勇士加盟華盛頓巫師，促使聯盟設立亞瑞納斯條款。

根據NBA集體勞資協議，自由球員分為非受限與受限兩種。

### 非受限自由球员
非受限自由球員可以自行選擇簽約的球隊。

### 受限自由球员
受限自由球員的原球隊擁有優先簽約權，這代表著球員雖然可以與其他球隊簽訂新合約，但是原球隊保留跟進合約留下該名球員的權利。其他球隊想要簽下受限自由球員，必須提供至少兩年的邀請報價(Offer Sheet)。該球員的原隊伍將有三天時間可以選擇是否跟進報價留下球員，或是讓球員前往新隊伍。而在2011年以前的勞資協議中，原隊伍有7天時間可以做選擇。
對於首輪新秀，球隊必須執行完第三年與第四年的球隊選項，才能保留對新秀的受限權利，且隊伍必須提出符合該新秀級別的資質報價(Qualifying Offer，簡稱QO)。如果想讓其他新秀變成受限自由球員，他的合約年限至多三年，而且原球隊必須提供該球員「上前一年125%的薪資」或是「該年底薪加200,000美元」中，較高的薪資作為資質報價。
對於在聯盟中效力兩年或以下的球員，其他球隊的邀請報價將有所限制。第一年薪資不得超過當年的中產額度，第二年薪資漲幅可以到4.5%，第三年可以提供在球隊選擇權中所能提供的最高額度，第四年可以提供第三年增加(或減少)4.1%的薪資。如果報價上前兩季提供最高上限的薪資且為全額保障，並無附帶任何獎金條款，則報價可以只寫第三年的薪資漲幅。而這樣的設計確保原隊伍可以提供以早鳥條款或中產階級條款的合約來重簽該球員。
假設第三年的薪資漲幅超過了第一年的4.5%，報價的球隊必須確保合約的平均年薪不會超過團隊薪資上限。可是以2016-17球季以前的計算方式，原球隊如果跟進這份報價，前兩季的薪水不成問題，但第三季暴漲的薪水可能將薪資空間卡死或是必須支付奢侈稅，這種情形被稱為「毒藥合約(poison pill)」。利用提供毒藥合約，迫使原球隊不敢或不能跟進報價。休斯頓火箭曾利用毒藥合約，簽下了紐約尼克的林書豪與芝加哥公牛的歐米爾·阿西克。
為了防止毒藥合約，根據2017年修改的勞資協議，原球隊的計算方式有所不同。假設原球隊選擇跟進報價，並且有足夠的薪資空間來吸收合約中的平均薪資，他們可以選擇「每個賽季實際薪資」或以「合約平均薪資」支付。
在2005年以前的勞資協議中，原球隊的各種薪資特例只能用來重簽首輪選中的球員。而2005年的勞資協議修改後，無論是次輪球員或是非選秀的球員都可以用薪資特例簽下，這被稱作亞瑞納斯條款。吉爾伯特·亞瑞納斯是2001年的次輪新秀，他在2003年新秀合約期滿時，以6年6000萬美元的合約加盟華盛頓巫師，而金州勇士卻受制於薪資上限無法跟進合約，只能眼睜睜看著亞瑞納斯離去。

### 球員交易保護期
在球隊賽季結束後，與球員的合約並不會因此完成，而是要等到當年的7月1日0時，球員才正式回復自由身。在7月剛開始的時候，球員可以自行與其他球隊協商，球隊間也可以就交易來討論，但雙方完成口頭協議，需要等到當年薪資上限計算出來後，才能正式的交易與簽約。而7月1日至聯盟公布薪資上限(與相關特例的額度)時，將近有一個禮拜的時間，這被稱為球員交易保護期(July moratorium，也稱七月凍結期)。
球員交易保護期內，球隊僅被允許做出下列運作：
- 以新秀標準合約簽下當年選中的首輪新秀。
- 次輪新秀可以接受球隊對他們開出的合約。這份合約通常是一年底薪合約(或是一年附加球隊選項)，如果球隊不開出合約，將喪失對球員的簽約權。
- 受限自由球員可以接受球隊提出的資質報價(QO)。
- 受限自由球員在第四年的合約完成後，可以接受頂級資質報價(maximum qualifying offer)，然後等到保護期結束再確定實際薪資。
- 球隊可以用一年或兩年的底薪合約簽約球員，但不能附帶任何激勵獎金。
- 球隊可以簽訂雙向合約，把雙向合約轉為標準NBA合約，或是帶有「Exhibit 10」條款的雙向合約[10]。

保護期期間，球隊間的交易僅止於討論。球隊與球員的合約也僅止於口頭協議，而這並沒有約束力。球員或是球隊都可以反悔，這並不會有任何實質懲罰。2015年休賽季，德安德魯·喬丹原本口頭同意與達拉斯獨行俠簽下合約，但在保護期之後反悔，與洛杉磯快艇重新簽約，導致當年獨行俠的自由市場操作有了麻煩。一年之後，保護期從10天改為5天，旨在防止協議兩方反悔協議，這被非正式的稱作「德安德魯喬丹條款」
。

## 新秀工资
2016～2017賽季 Instagram: mattwu.gone以84億美金買下湖人隊成為最大股東，新秀薪資來到一年700萬

## 选项
球員選項：球員的合約走到最後一年，球員能選擇是否留隊，若要離隊可以選擇跳出合約，成為完全自由球員。

## 先簽後換協議
1. 只能与自己球队的球员进行，转会市场交易而来的自由球员不符合该条款。
2. 先签后换的合同年限至少要求达到三年。
3. 先签后换的操作必须在新赛季常规赛的第一场比赛之前完成。
4. 先签后换是一个连续的交易过程，一旦达成协议必须交易。如果签约48小时内没有交易成功，那么合同自动失效。

## 薪資和奢侈稅
每年7月1日起，將會有一段至少一個星期以上的時間為球員交易保護期（Moratorium Period），期間球隊不能與自由球員簽約以及交換；保護期結束後的第一天，NBA將宣布下個賽季的薪資上限、豪華稅等相關內容，而從宣布的一刻起，新賽季的球隊交易將正式展開。
2007年7月11日，NBA公布了2007-08赛季的薪金上限为5563万美元，豪華税水平则为6786.5万美元。而上个赛季（2006-07赛季）共有五支球队需缴纳豪華税，税款最高的纽约尼克斯高达4510万美元。
| 赛季    | 薪資上限 （美元） | 豪華税水平 （美元） |
| ------- | ----------------- | ------------------- |
| 2006-07 | 5313.5万          | 6542万              |
| 2007-08 | 5563万            | 6786.5万            |

雖然有些情況下球隊可以用各種條款來超過工資上限而不受懲罰，但如果超過上限太多就要向聯盟繳納奢侈稅。最初的稅率是超過納稅線每一美元就要向聯盟繳納一美元的奢侈稅。這些錢會分給那些薪金總額沒有超過奢侈稅的球隊。比如在2005-06賽季，纽约尼克斯的工資總額為1.24億，超過工資帽7450萬，超過納稅線6230萬，因此尼克斯需要向聯盟繳納6230萬美元的奢侈稅。納稅線每年都會調整，一般都會略微提高以適應通貨膨脹。另外NBA同樣設有球隊總薪資的下限，如果球隊薪資總額達不到下限的話也要罰款，款額將退還給該隊球員；但是幾乎所有球队的薪金总额都是在工资帽以上的。
2011年联盟修改了奢侈税的规定。从2013–14赛季开始，奢侈税实行累进税制。超过越多，税率越高，而且对于前5个赛季都超过工资帽球队将实行更高的累犯税率。税款的一半会分给没有超过工资帽的球队，另一半的用途待定。
| 超过纳税上限的数额 | 标准税率 | 累犯税率 |
| ------------------ | -------- | -------- |
| 低于$500万         | $1.50    | $2.50    |
| $500万-$1000万     | $1.75    | $2.75    |
| $1000万-$1500万    | $2.50    | $3.50    |
| $1500万-$2000万    | $3.25    | $4.25    |